# Orchestre féminin de Paris
L'Orchestre féminin de Paris est un ancien orchestre à cordes français fondé en 1930 par Jane Evrard, uniquement composé de femmes instrumentistes, à l'origine de plusieurs créations musicales.

## Historique
En 1930, Jeanne Chevallier, épouse Poulet, fonde sous le nom d’Orchestre féminin de Paris son propre orchestre, et se fait alors appeler « Jane Evrard », devenant ainsi la première Française chef d’orchestre professionnelle. L'ensemble, constitué de 25 musiciennes à cordes, est aussi le premier orchestre français composé uniquement de femmes instrumentistes.
Dans le quotidien Excelsior, Émile Vuillermoz écrit « Tout d'abord l’initiative prise par Jane Evrard, excellente violoniste, musicienne accomplie et travailleuse infatigable, est intelligente et raisonnée. [...] De plus, Jane Evrard pose franchement le problème de la main d’œuvre féminine dans la musique d’ensemble. [...] Voilà un geste honnête et courageux. [...] Enfin, à cette époque de chômage, une entreprise comme celle-ci, qui s'efforce de créer une activité féconde pour des exécutantes de qualité qui voient se fermer devant elles les portes dont les hommes possèdent les clés, mérite les plus sympathiques encouragements. [...] Tous nos vœux accompagnent ces gracieuses ambassadrices de l'art français qui seront certainement accueillies partout avec ferveur, car ce groupement jeune et ardent compose des programmes tout à fait remarquables et les exécute avec une fraîcheur, une vie et une élégance étonnantes ». 
Pendant une dizaine d'années, l'orchestre se produit à Paris et effectue des tournées en France, au Portugal, en Espagne, en Belgique et aux Pays-Bas. Son activité ralentit du fait de la Seconde Guerre mondiale, avant de cesser complètement aux alentours de 1943.

## Répertoire
Pour ses programmes de concert l'orchestre avait coutume de faire redécouvrir des œuvres de musique baroque en les associant à des créations contemporaines. Sont par exemple donnés en première audition mondiale le Cortège d'Amphitrite de Georges Migot, des orchestrations d'Arthur Hoérée, des compositions de Marguerite Roesgen-Champion, ou encore la Sonata a due de Maurice Jaubert (1936). 
Parmi les œuvres créées et dédiées spécifiquement à Jane Evrard et à l'Orchestre féminin de Paris se distinguent aussi la Sinfonietta d'Albert Roussel (créée en 1934), véritable cheval de bataille de la formation, et Janiana de Florent Schmitt (créé en 1942).
| Titre                                                                              | Date de création | Compositeur                 |
| ---------------------------------------------------------------------------------- | ---------------- | --------------------------- |
| Prélude, Arioso et Fughette (version pour cordes par Arthur Hoérée)                | 1936             | Arthur Honegger             |
| Six poésies de Jean Cocteau (version pour voix, flûte et cordes par Arthur Hoérée) | 1936             | Arthur Honegger             |
| Symphonie n° 3, pour orchestre à cordes                                            | 1940             | Jean Rivier                 |
| Prélude, Salut et Danse (version pour cordes)                                      | 1931             | Georges Migot               |
| Le Cortège d'Amphitrite (pour chœur et orchestre à cordes)                         | 1935             | Georges Migot               |
| Homenaje a La Tempranica                                                           | 1939             | Joaquín Rodrigo             |
| Zarabanda lejana y Villancico                                                      | 1931             | Joaquín Rodrigo             |
| Sinfonietta                                                                        | 1934             | Albert Roussel              |
| Janiana, symphonie pour cordes                                                     | 1942             | Florent Schmitt             |
| Sonata a due pour violon, violoncelle et orchestre à cordes                        | 1936             | Maurice Jaubert             |
| Intermèdes                                                                         | 1936             | Maurice Jaubert             |
| Danceries (pour piano et cordes)                                                   | 1936             | Marguerite Roesgen-Champion |
| Jeunes filles, suite d'orchestre (pour piano, ondes martenot et cordes)            | 1938             | Marguerite Roesgen-Champion |
| Concerto n° 3 pour clavecin et orchestre                                           |                  | Marguerite Roesgen-Champion |
| Valse romantique (version pour cordes)                                             |                  | Marguerite Roesgen-Champion |
| Étoiles filantes (pour piano et orchestre)                                         | 1938             | Marguerite Roesgen-Champion |
| Valse 1930 (version pour cordes)                                                   |                  | Marguerite Roesgen-Champion |
| Suite de danses (version pour cordes)                                              | 1935             | Yvonne Desportes            |
| Trois chansons (version pour cordes par Malcolm H. Holmes)                         | 1934             | Maurice Ravel               |
| Petite suite pour orchestre d'archets                                              | 1939             | Guy Ropartz                 |

## Discographie
- Gaston Poulet et Jane Evrard ; Orchestre du Festival de Besançon, Orchestre féminin de Paris. Malibran Music, CDRG 182[12].

## Sources
- Site personnel du petit-fils de Jane Evrard
- Article "Femmes chef d'orchestre" (p. 14) dans l'hebdomadaire La Femme de France (n° 1107, 26 juillet 1936)
- Article de Laura Hamer : “On the Conductor's Podium: Jane Evrard and the Orchestre Féminin De Paris.” The Musical Times, vol. 152, no. 1916, 2011, pp. 81–100. Consultable en ligne : https://www.jstor.org/stable/23037975
- Émission Radioscopie de Jacques Chancel consacrée à Jane Evrard, 23 mars 1977, à consulter sur le site de l'INA : https://www.ina.fr/audio/PHY03005701
- (BNF 14564448)